# När kvinnor älskar
När kvinnor älskar (originaltitel Women in Love) är en brittisk dramafilm från 1969.

## Om filmen
När kvinnor älskar regisserades av Ken Russell. Filmens manus skrevs av Larry Kramer, efter romanen Kvinnor som älska av D.H. Lawrence. Filmen vann en Oscar för bästa kvinnliga huvudroll (Glenda Jackson) vid Oscarsgalan 1971.

## Rollista (urval)
- Alan Bates - Rupert Birkin
- Oliver Reed - Gerald Crich
- Glenda Jackson - Gudrun Brangwen
- Jennie Linden - Ursula Brangwen
- Eleanor Bron - Hermione Roddice
- Alan Webb - Thomas Crich
- Vladek Sheybal - Loerke
- Catherine Willmer - Mrs. Crich